# Yine Sensiz
A Yine Sensiz Tarkan török popénekes  1992-ben kiadott első albuma, melyből 600 000 példány fogyott és illegálisan legalább 400 000 további példány kelt el belőle.

## Tracklista
- Yine Sensiz (Újra nélküled), 1992
  - Track 1: "Kıl Oldum" (Rabja lettem) – 4:12
  - Track 2: "Kimdi?" (Ki volt az?) – 4:23
  - Track 3: "Söz Verdim" (Szavamat adtam) – 4:14
  - Track 4: "Gelipte Halimi Gördün mü?" (Törődtél vele hogy érzek?) – 3:46
  - Track 5: "Sarıl Bana" (Ölelj át) – 3:24
  - Track 6: "Oldu Canım, Ara Beni" (Rendben édes, keress meg) – 2:44
  - Track 7: "Vazgeçemem" (Nem adom fel) – 4:29
  - Track 8: "Çok Ararsın Beni" (Sokat fogsz engem keresni) – 4:44
  - Track 9: "Selam Ver" (Köszönj) – 5:05
  - Track 10: "Yetti Artık" (Most már elég) – 3:08
  - Track 11: "Yine Sensiz" (Újra nélküled) – 5:15

Fordítás: Ali Yildirim, Baksa Tímea

## Albumadatok
- Stúdió: Erekli-Tunc Studios (Isztambul, Törökország)
- Stáblista:
  - Zenei rendezés: Ozan Çolakoğlu
  - Mixing: Riza Erekli
  - Kiadó: Onur Ofset
  - FényKép: Sibel Arcan

## Videók
- "Kıl Oldum" (Két verzió készült, de jelenleg csak egy elérhető.)
- "Kimdi?"
- "Gelipte Halimi Gördün mü?"
- "Sarıl Bana" (TV)
- "Oldu Canım, Ara Beni" (TV)
- "Vazgeçemem" (Szintén két verzió készült hozzá)
- "Çok Ararsın Beni" (Azt pletykálják, hogy Tarkan maga kérte a videó sugárzásból való letiltását)